# Tatárok
A tatárok (tatárul: Tatarlar/Татарлар) Kelet-Európa és Közép-Ázsia területén élő török nyelvű nép, akik nevüket a középkori tatárok mongol nyelvű törzséről kapták.

## Nevük eredete
A tatár népnév először a 8. századi türk feliratokban fordul elő. Eredetileg egy mongol nyelvű törzset, a tatárokat, illetve az általuk vezetett több törzsszövetséget jelentette. Egy részük a következő évszázadokban nyugatra vándorolt, s ott török nyelvű népek névadója lett, más részük Mongóliában a mai mongolok egyik elődévé vált. 

## Történelem
A tatárok egyik elődnépe, az onogur-bolgárok a 7. században vándoroltak Közép-Ázsiából a Fekete-tenger északi vidékére, ahol Kuvrat vezetésével megalakították az onogur-bolgár birodalmat. A század végén a magyarok és a kazárok nyomására a birodalom felbomlott és a bolgárok egy része a kazárok alattvalóivá vált. A bolgárok más csoportjai nyugatra vándoroltak, ahol egy részük a mai Bulgária elődállamát a dunai bolgár birodalmat hozta létre. A 8. században az Arab Kalifátus támadásainak hatására a Kazár Birodalom meggyengült, s ekkor a keleten maradt bolgárok a Volga-Don könyöktől északra költöztek, ahol megalakították a Volgai Bolgárországot. A 10. században felvették az iszlám vallás szunnita változatát. A 13. században a mongolok meghódították Volgai Bolgárországot, melynek fővárosa a Volga menti Bolgár volt. A hódítók nyelvileg beolvadtak, átvették a bolgároktól a muzulmán hitet és a török nyelvüket és ekkortól hívták őket tatároknak, ahogy a mongol birodalom népeit nyugaton nevezték.
A 15. században, amikor a keleti szláv fejedelemségek kezdtek felszabadulni az Arany Horda uralma alól, a tatár lakosságú Kazanyi Kánság is önállósult.
1552-ben IV. (Rettegett) Iván elfoglalta és földig rombolta Kazanyt. Új, orosz várost építtetett a helyére, ahová kétszáz évig nem telepedhettek be muzulmánok. Csak II. Katalin cárnő törölte el a diszkriminatív előírásokat. A tatár kereskedők a 19. században bekerültek az oroszországi pénzügyi elitbe, a tatár értelmiség pedig megszervezte a nemzeti mozgalmat.
A 20. században a kazanyi tatárok elkerülték a krími rokonaikat sújtó tömeges deportálásokat. Ők voltak a volt Szovjetunió egyetlen olyan népe, amely nem harcolt a Vörös Hadsereg ellen a hitleri Németország oldalán. Etnikai szempontból török, mongol, szláv és finnugor eredetű népek keverékét alkotják. Identitásuk ma elsősorban a muzulmán hitben és a törökhöz közel álló nyelvükben jut kifejezésre. Ugyanakkor létezik egy tatár kisebbség, amely megőrizte anyanyelvét, de már évszázadokkal ezelőtt felvette az ortodox vallást. Képviselőik külön népnek tekintik magukat, s egy részük követeli, hogy bolgároknak nevezzék őket.  A többség ezzel ellentétben úgy véli, hogy bár genetikai értelemben a volgai bolgárok leszármazottjai, a mongol és kun hatás miatt egy új, a bolgártörököktől elkülönülő néppé lettek. (Lásd még: csuvasok)
A szibériai tatárság az urál-altaji régió hajdan népes török-mongol népességének maradéka.

## Népesség

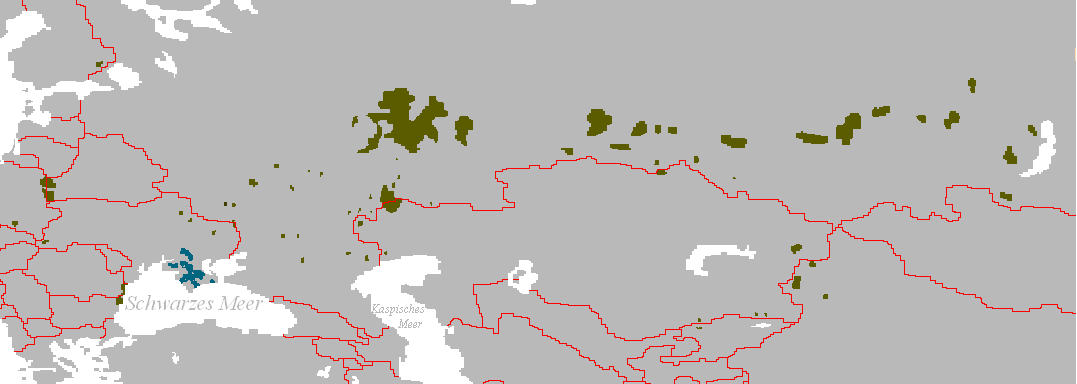
A tatárok lakhelyei

A tatárok három fő csoportja a volgai tatárok, krími tatárok és szibériai tatárok. Ezek Oroszország déli részén (főleg Tatárföldön), Ukrajnában, Romániában, Bulgáriában, Törökországban, Kazahsztánban, Üzbegisztánban és Kínában élnek. Külön csoportot alkotnak a lipek tatárok Fehéroroszország, Litvánia és Lengyelország területén. Az utóbbi országban Bohoniki és Kruszyniany községek a központjaik, Litvániában pedig Nemėžisben, Keturiasdešimt Totoriųban és Raižiaiban  Fehéroroszországban Ivjében.
A volgai, krími és szibériai tatárok becsült összlétszáma 8–10 millió fő, ebből Oroszországban 5,8 millióan élnek. A lipek tatárok létszáma kb. 10–15 000 fő lehet.

## Kultúra

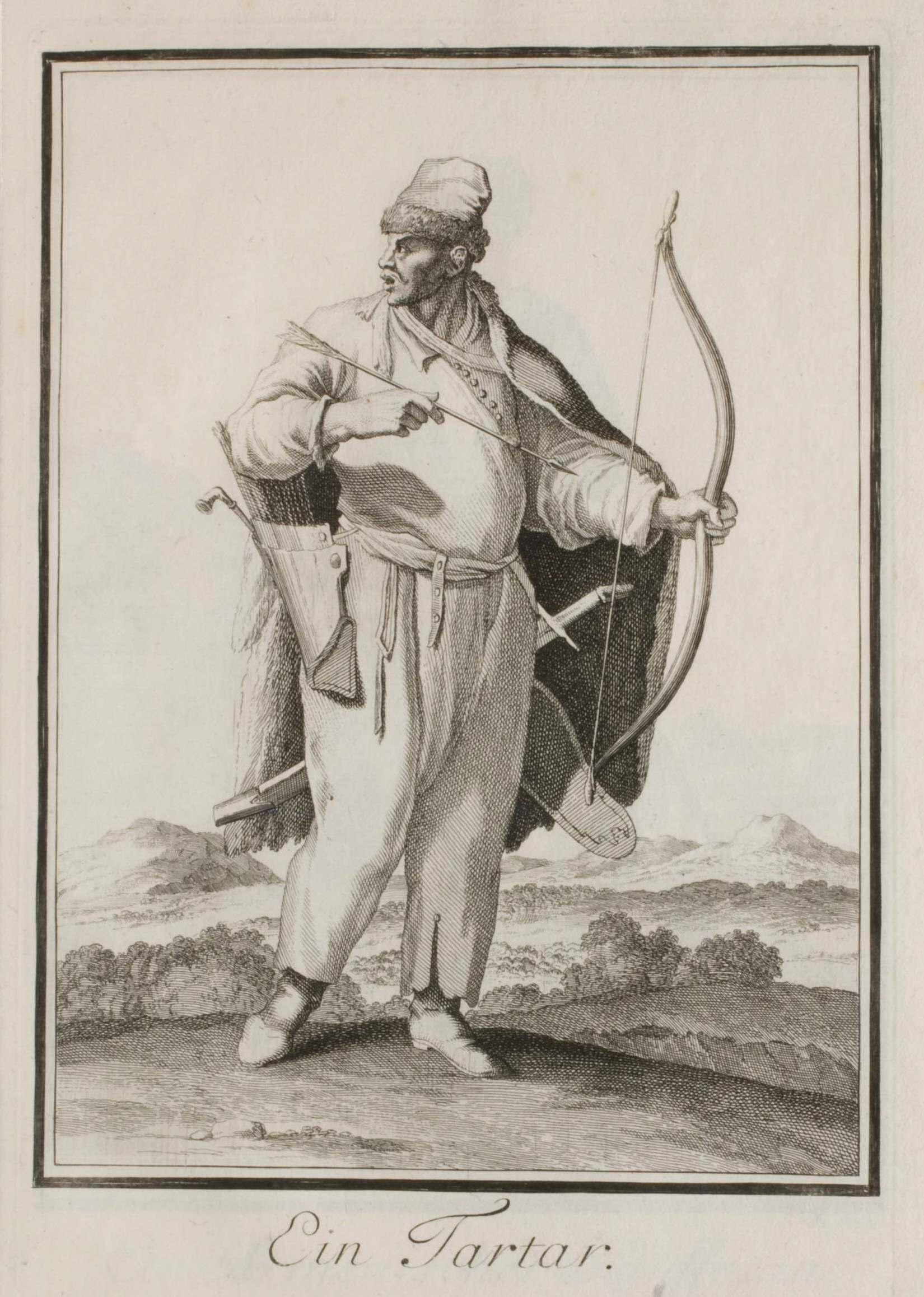
Német rajz egy tatárról (Ein Tartar, 1703)

Az asszonyok gyönyörű szép taligákat készítenek maguknak, de nem tudnám leírni őket felségednek, legfeljebb lefesteni; bizony, mindent lefestettem volna, ha tudnék festeni. Egy-egy gazdag mongolnak, azaz tatárnak jó száz-kétszáz ilyen ládás taligája is van. Batu huszonhat feleséget tart, mindegyiknek van egy nagy jurtája – nem számítva a többi kicsinyeket, melyeket a nagy mögött helyeznek el; ezek olyan kamrafélék, hol a szolgálólányok laknak –, és minden egyes jurtához jó kétszáz taliga tartozik. Mikor hajlékaikat felállítják, a legelső feleség a nyugati végen üti fel szállását, utána következnek a többiek rangsor szerinti rendben úgy, hogy az utolsó asszony a keleti végére kerüljön; egyik úrnő szállását a másikétól egy kőhajításnyi távolság választja el. Ezáltal egyetlen gazdag mongol udvara valóságos nagy falunak látszik, jóllehet igen kevés férfit találni benne.

### Nyelv
A volgai, krími és szibériai tatárok egyaránt a tatár nyelvet beszélik, amely a kun nyelvből ered. A volgai tatároknál a nyelvcsere bolgártörökről tatárra még a 10. században végbement.
Az oroszországi tatárok nagy többsége ma kétnyelvű: tatár mellett oroszul is anyanyelvi szinten beszél. A városokban élő tatárok között az orosz nyelv elterjedtsége, használata nagyobb. De az elsősorban tatárul beszélő falusi népességre is erős hatást gyakorol az orosz nyelv.
A tatár nyelv 1928 óta cirill betűs. Tervezik a latin betűs ábécére való lassú áttérést, illetve a két ábécé párhuzamos használatát.
A lipek tatárok belarusz anyanyelvűek, eredeti tatár nyelvüket még a 16. században elhagyták.

### Vallás
A tatárok mindenütt szinte kizárólag a szunnita iszlám vallás hívei, és annak toleráns elveit vallják.

### A tatárok az irodalomban

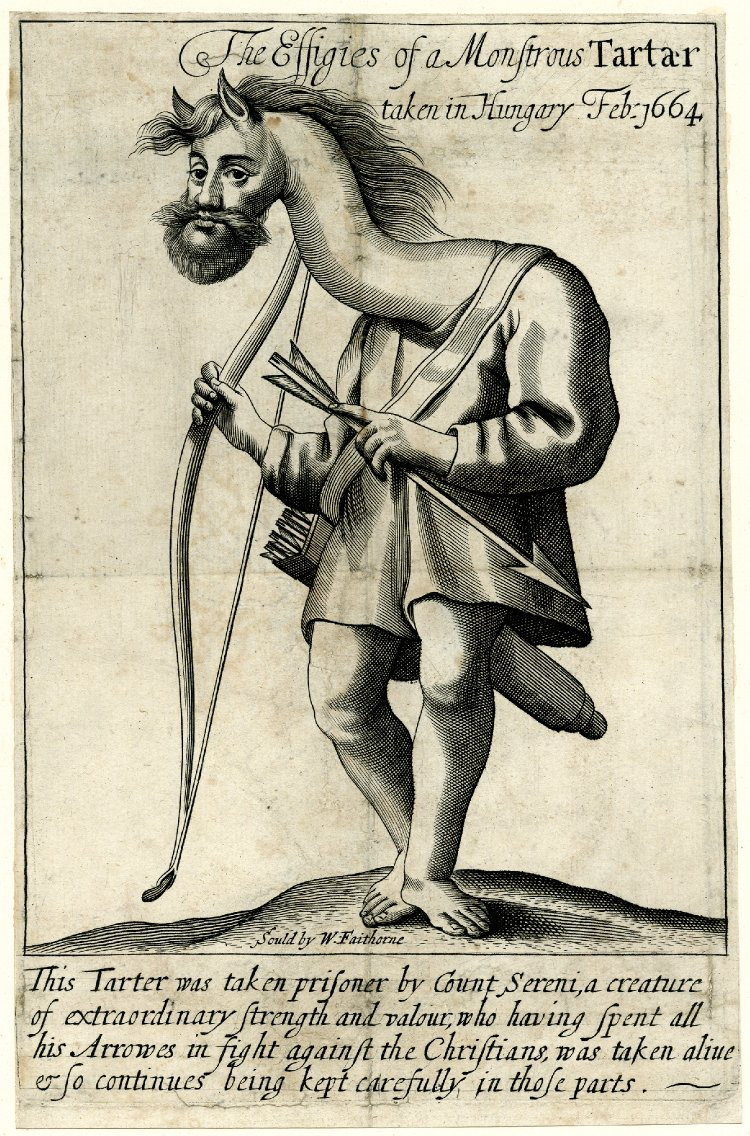
Zrínyi Miklós az 1664. január-februári téli hadjárat során ejthette fogságba ezt a torzszülött tatárt

A „kutyafejű tatárok” kifejezés Petőfi Sándor János vitéz című művéből vált közismertté.

## Híres tatárok
- Gabdulhalj Ahatov, nyelvész
- Marat Szafin, sportoló
- Rudolf Nurejev balettművész